# Simplon-Schließmundschnecke
Die Simplon-Schließmundschnecke (Charpentieria dyodon) ist eine Schneckenart aus der Familie der Schließmundschnecken. Die Art wird als Reliktendemit von auch während der Eiszeiten stets eisfrei gebliebenen Gebieten interpretiert.

## Merkmale
Das Gehäuse ist spindelförmig und linksgewunden. Es besitzt etwa 9 Windungen und misst 10–13 × 2,6–3 mm. Die Mündung besitzt Falten und Lamellen sowie das für Schließmundschnecken typische Verschlussplättchen (Clausilium). Das Tier kann sich vollständig in die Schale zurückziehen.

## Geographisches Vorkommen, Lebensraum und Lebensweise
Die Simplon-Schließmundschnecke wurde bisher nur am Simplonpass im Wallis (Schweiz) auf einer Höhe zwischen 880 und 1120 m ü. M. gefunden. Wird dagegen der erweiterte Artumfang akzeptiert (siehe unter Synonymie und Nomenklatur), kommt die Art auch im Piemont (Italien), nahe dem Südabhang des Monte Bo di Valsesia, im Valle Séssera, im Tal der Dora Riparia und bei Nietro (westlich von Biella) sowie im Kanton Tessin im Bereich des Lago Maggiore (Schweiz) vor. Die Art lebt an steilen bis senkrechten Felsen in humiden Habitaten in 850 bis etwa 1150 m. Bei ungünstiger Witterung lebt sie verborgen in Gesteinsspalten oder Moosen.

## Synonymie und Nomenklatur
Die Art wurde von Samuel Emanuel Studer 1820 unter dem Namen Glischrus (Clausilia) dyodon erstmals wissenschaftlich beschrieben. Die Art erscheint sehr häufig mit der Falschschreibung diodon in der Literatur. Manche Autoren sehen folgende Arten als jüngere Synonyme von C. dyodon: "Clausilia" Thomasiana (Küster, 1850) und Clausilia (Pedemontiana) Baudii Pini, 1885. Dies ist insofern wichtig, da sich bei dieser Interpretation des Artumfangs das geographische Verbreitungsgebiet deutlich vergrößert. Die Website "Molluscs of Central Europe" hält Charpentieria dyodon und Charpentieria thomasiana für spezifisch verschieden, während die Fauna Europaea thomasiana als Unterart von Charpentieria dyodon behandelt. "AnimalBase hält die beiden "Arten" dagegen für Synonyme. Andere Autoren stellen neben thomasiana noch weitere Unterarten zur Art C. dyodon (Studer):
- Charpentieria dyodon paulucciana (Pollonera, 1885)
- Charpentieria dyodon emeria (Bourguignat, 1877)
- Charpentieria dyodon alpina (Stabile 1859)
- Charpentieria dyodon studeri (Pini 1884)
- Charpentieria dyodon thomasiana (Küster, 1850)

die den Artumfang und die geographische Verbreitung noch weiter vergrößern würden.

## Gefährdung
Die Art steht auf der Roten Liste der Schweiz. Sie wird dort als "CR" (=critically endangered) eingestuft, entsprechend dem Status "vom Aussterben bedroht" in Deutschland.